# Хутія кубинська
Хутія кубинська (Capromys pilorides) — найбільший представник родини хутієвих, ендемік Куби.

## Біологічний опис
Довжина тіла досягає 70 см, маса до 7 кг. Пальці широких лап із довгими пазурами. Довгий хвіст покритий рідким волоссям. Грубий волосяний покрив складається з довгого остевого волосся і досить негустого пуху. Забарвлення зазвичай однотонне, низ тіла і боки голови світліше спини.

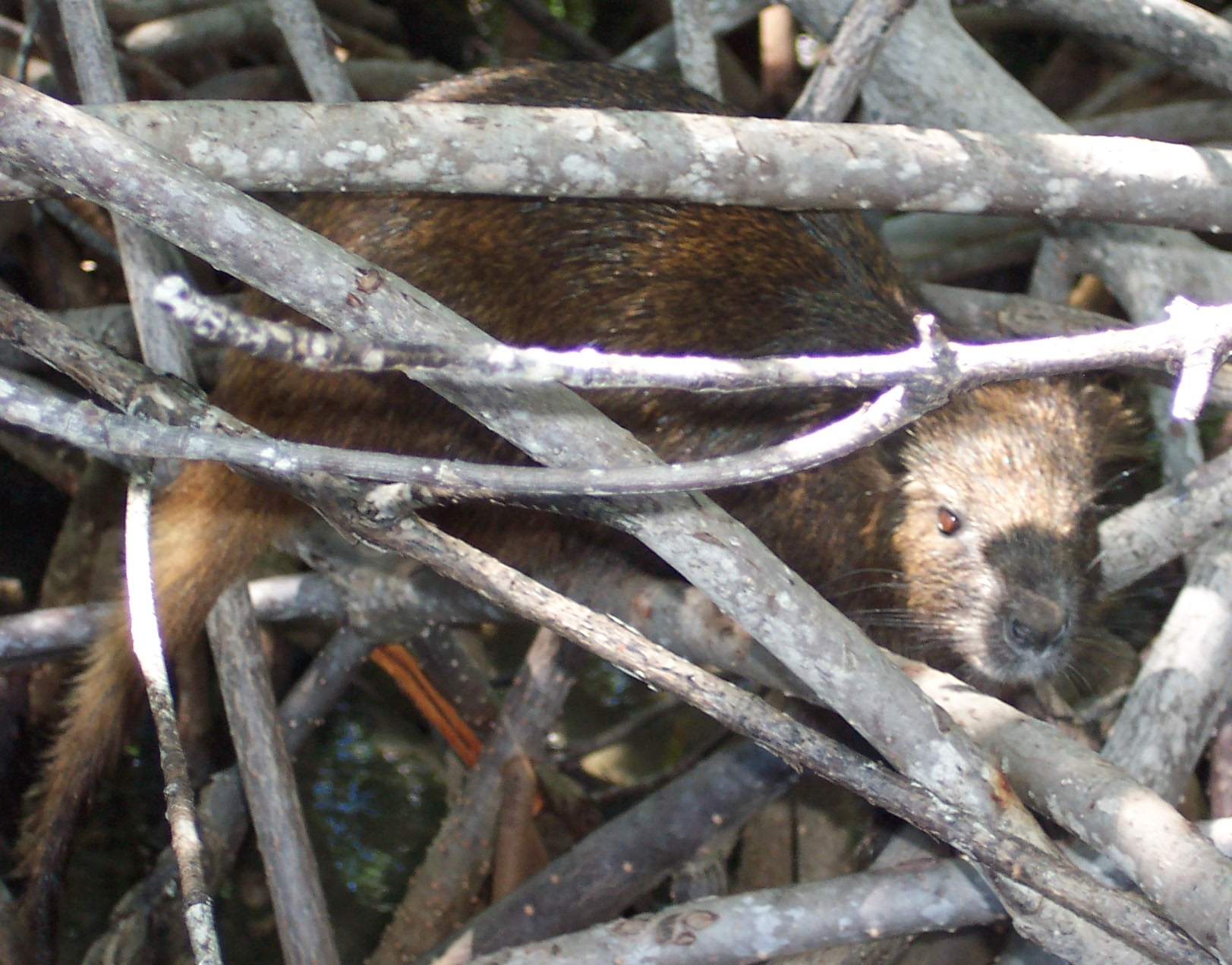

## Ареал
Хутія кубинська, як зрозуміло з назви, поширена на острові Куба; свої види хутій є і на інших островах Карибського моря. Населяє тропічні ліси поблизу водойм — зазвичай на рівнинах, рідше в горах.

## Поведінка
Хутії — в основному наземні гризуни, хоча можуть досить спритно лазити по великих деревах. Тримаються парами, причому на обмеженій площі досягають значної щільності — до 30 особин на га. Проте навіть у такій ситуації агресивних контактів не спостерігається. Сутички між самцями виникають лише при суперництві за самицю. Пара хутій мітить свою територію сечею, але не стільки для позначення меж ділянки, скільки для обміну інформацією з іншими особинами. Гнізда розміром близько 1 метра в діаметрі розташовуються у мангрових заростях, виготовляються з гілок і листя самих мангрів. Іноді пара хутій влаштовується серед скель або в чужій норі.

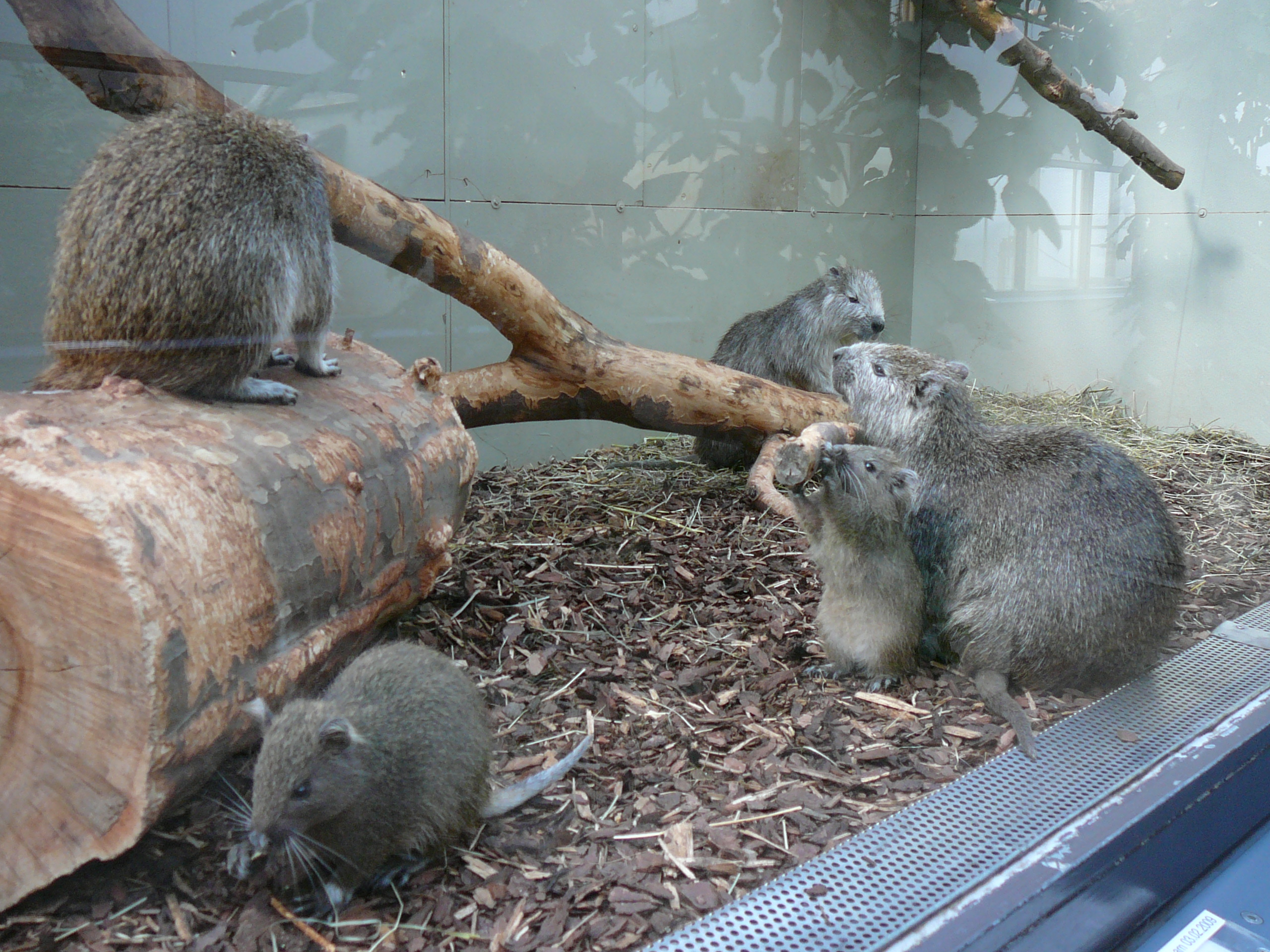

Активність денна. Тварини любить грітися на сонці, забираючись на вершини високих дерев, причому звірятко так згортається в клубок, що із землі здається просто скупченням листя. У їжу хутія використовує головним чином листя, кору, фрукти. При нагоді ловить і поїдає ящірок та інших дрібних тварин.

## Розмноження
У природі розмножується протягом цілого року, самиця за рік встигає принести два виводки, по 1-3 дитинчати в кожному. Новонароджені добре розвинені: вони повністю покриті шерстю, зрячі і здатні пересуватися. Місцеві жителі використовують м'ясо хутії в їжу; на Кубі дозволений ліцензійний відстріл цього гризуна.

## Етимологія
Назва хутія походить з мови народу таїно — huti, cuti. Наукова назва Capromys походить від дав.-гр. κάπρος — «вепр» та μῦς — «миша» — від передбачуваної схожості тварини на вепра за загальним виглядом, характером волосся, кольором і способом бігу.